# 深情
《深情》是張信哲的第十三張大碟，第一張粵語大碟，是他轉投種子音樂後第一張由百代唱片負責製作的大碟，在1996年2月推出。
這專輯有四首歌曲是改編國語歌曲的粵語歌，其餘六首為香港本地原創作品，以及一首由張信哲作曲之作。第一主打歌《最傷心是誰》是由上一專輯《寬容》中的《忘情忘愛》改編，第二主打歌《今夜唱什麼歌》改編自作曲人張宇所唱的《愛到這樣》，但第三主打歌《仍然心痛》則由多位香港作曲人所打造的。

## 曲目
| 曲序 | 曲名                 | 作曲                   | 作詞                   | 編曲           | 注釋                       |
| 01   | 今夜唱甚麼歌         | 張宇                   | 林夕                   | 杜自持         | 愛到這樣（張宇）           |
| 02   | 最傷心是誰           | 曹俊鴻                 | 向雪懷                 | 屠穎           | 忘情忘愛                   |
| 03   | 他有甚麼好           | 杜自持                 | 林夕                   | 杜自持         |                            |
| 04   | 我應該走             | 蔡國權                 | 張美賢                 | 鮑比達         |                            |
| 05   | 愛與不愛之間         | Alex Dela Cruz         | 張美賢                 | Alex Dela Cruz |                            |
| 06   | 註定相愛（彭羚合唱） | 倫永亮                 | 張美賢                 | 倫永亮         | 最先收錄在彭羚專輯《窗外》 |
| 07   | 過火                 | 曹俊鴻                 | 向雪懷                 | 屠穎           | 過火                       |
| 08   | 風                   | 倫永亮                 | 張美賢                 | 杜自持         |                            |
| 09   | 一生不捨棄           | 張信哲                 | 張美賢                 | 杜自持         |                            |
| 10   | 仍然心痛             | 林子揚、謝國維、劉祖德 | 張美賢、謝國維、劉祖德 | 趙增熹、伍樂城 |                            |
| 11   | 不必多說話           | 黃國倫                 | 向雪懷                 | 屠穎           | 不要對他說                 |

## 唱片版本
- 平裝CD版（第一版）
- 盒裝CD版（第二版）

## 獎項
- 《最傷心是誰》－－1996年度勁歌金曲季選第一季金曲